# Чалый, Богдан Иосифович
Богдан Иосифович Чалый (укр. Богдан Йосипович Чалий; 24 июня 1924 — 20 мая 2008) — советский и украинский детский писатель, поэт и прозаик, редактор, сценарист.

## Биография
Участник Великой Отечественной войны. В августе—ноябре 1942 — красноармеец 2-го батальона 164-й стрелковой бригады. Воевал на Северо-Кавказском фронте. Участвовал в битве за Кавказ. 7 ноября 1942 года в районе Нальчика был тяжело ранен и отправлен в госпиталь. После выздоровления был начальником клуба госпиталя.

Роспись с Барвинком и Ромашкой в детском саду в селе Черномин (Винницкая область)

В 1947 г. выпустил первый сборник стихотворений для детей «Ясным солнечным утром». В 1951—1975 гг. редактировал украинский детский журнал «Барвинок», аналог «Мурзилки» или «Весёлых картинок». Автор книг «Как Барвинок стал героем», поэмы-сказки: «Как Барвинок и Ромашка за море летали», «Барвинок и Весна», «Барвинок в школе». Автор хорошо иллюстрированной книги «Сто приключений Барвинка и Ромашки» (укр. Сто пригод Барвінка та Ромашки; художники Кира и Виктор Григорьевы) — издана стотысячным тиражом. А в 2002 году вышли новые приключения Барвинка «Барвинок и далёкие созвездия».

В 1974 году на XIV конгрессе Международного совета по детской и юношеской литературе Богдану Чалому за сказку «Барвинок и весна» был присуждён почётный диплом (премия) имени Х. К. Андерсена. Вот как отозвалась об этом Агния Барто: 
Отсутствие поэтов в списке награждённых было не единственным моим огорчением. Еще больше меня расстроило, что среди особо отмеченных писателей и художников — ни одного из социалистических стран. Правда, Андерсеновское жюри располагает ещё одной формой награждения: национальные секции выдвигают в почётный список имени Андерсена лучшую книгу своей страны, изданную в течение последних 2 лет. Тут у нас есть достижения: до сих пор мы имели возможность предлагать книгу только одного автора, теперь получили право выдвинуть произведения трёх писателей и одного художника. Советская секция выдвинула книги писателей республик: Богдана Чалого (Украина), Спиридона Вангели (Молдавия), Эно Рауда (Эстония), а также иллюстрации грузинского художника Леона Цуцкеридэе.
Один из соавторов сценария кинофильма «Закон Антарктиды», снятого в 1962 году режиссёром Тимофеем Левчуком.

## Награды
- орден Отечественной войны I степени (11.03.1985)
- орден Красной Звезды (08.08.1945)
- орден «Знак Почёта» (28.06.1974)
- медали